# Озеряни (гміна, Бучацький повіт)
Гмі́на Озеря́ни — сільська гміна у Бучацькому повіті Тернопільського воєводства Другої Речі Посполитої. Адміністративним центром гміни були Озеряни.
Гміна утворена 1 серпня 1934 року в рамках реформи на підставі нового закону про самоврядування (23 березня 1933 року).
Площа гміни — 83,89 км².
Кількість житлових будинків — 1892.
Кількість мешканців — 9558
Нову гміну було створено на основі гмін: Бертники, Чехів, Григорів, Озеряни, Переволока, Рукомиш, Верб'ятин, Заривинці